# 騎驢隨筆
騎驢隨筆（韓文：거려수필）是韓國文人宋相燾以己力集韓末至1945年光復時爲韓國獨立而奔走的志士仁人的事跡而成的史書，由宋仁赫依其手筆而出版，因宋相燾號騎驢子故得此書名。宋相燾在1910年韓國被日本吞併後，效法明人騎驢道士在明清之際隱姓埋名，騎著驢子在天下間收集明末忠臣故事的先例；數十年間躲避日本憲兵的追捕，徒步在朝鮮八道江山尋訪志士遺族和親友，又佐以當時報道等材料匯編而成《騎驢隨筆》。在光復後，又根據許多在異域抗日者的回流，增補了許多海外韓人的事跡。被錄入書中者，除韓末時抗日志士外，還有于丙寅洋擾時殉死的京畿御史李是遠。